# 切列平基
51°19′23″N 28°42′29″E / 51.32306°N 28.70806°E
切列平基（烏克蘭語：Черепинки），是烏克蘭北部的村莊，隸屬日托米爾州的科羅斯滕區。該村面積8.01平方公里，海拔高度160米，2001年人口161，人口密度每平方公里20.1人。